# Courtaman
Courtaman (toponimo francese) è una frazione di 1 083 abitanti del comune svizzero di Courtepin, nel Canton Friburgo (distretto di Lac).

## Storia

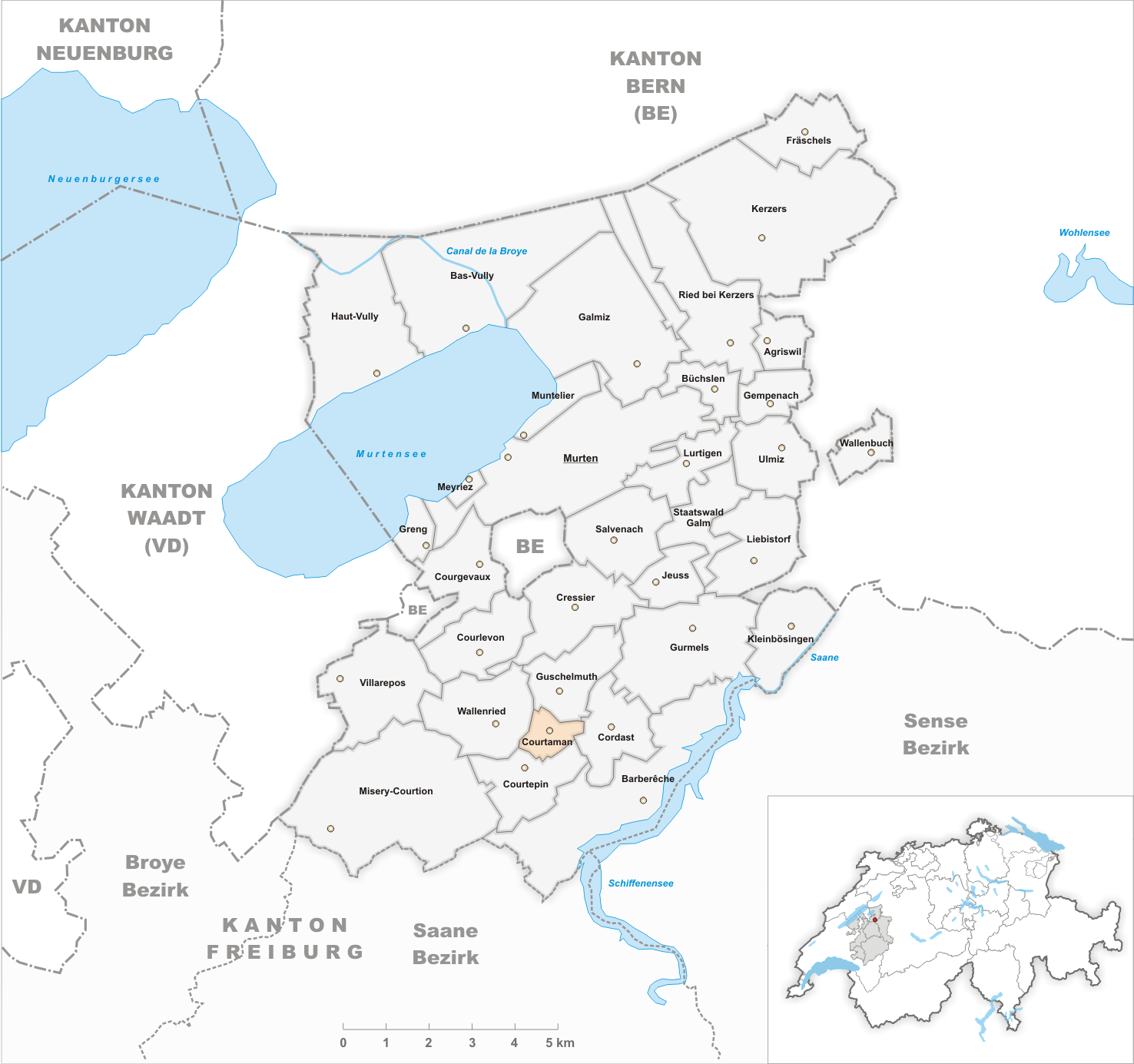
Il territorio del comune di Courtaman prima degli accorpamenti comunali del 2003

Già comune autonomo, nel 2003 è stato accorpato a Courtepin.

## Società

### Evoluzione demografica
L'evoluzione demografica è riportata nella seguente tabella:
Abitanti censiti

## Amministrazione
Ogni famiglia originaria del luogo fa parte del comune patriziale che ha la responsabilità della manutenzione di ogni bene comune.